# Namhae
Namhae (Namhae-gun, Hán Việt: Nam Hải quận) là một huyện ở tỉnh Gyeongsang Nam, Hàn Quốc. Huyện này có diện tích 357 km², dân số 54.392 người.
Huyện này gồm các đảo chính Namhae và Changseon, các đảo nhỏ hơn Jodo, Hodo, Nodo, và 65 đảo nhỏ không có người ở.
Huyện Namhae có nhiều đỉnh núi; Mangun (786m), Geum (681m), và Won (627m), tất cả đều nằm ở đảo Namhae.

## Khí hậu
| Dữ liệu khí hậu của Namhae               | Dữ liệu khí hậu của Namhae | Dữ liệu khí hậu của Namhae | Dữ liệu khí hậu của Namhae | Dữ liệu khí hậu của Namhae | Dữ liệu khí hậu của Namhae | Dữ liệu khí hậu của Namhae | Dữ liệu khí hậu của Namhae | Dữ liệu khí hậu của Namhae | Dữ liệu khí hậu của Namhae | Dữ liệu khí hậu của Namhae | Dữ liệu khí hậu của Namhae | Dữ liệu khí hậu của Namhae | Dữ liệu khí hậu của Namhae |
| Tháng                                    | 1                          | 2                          | 3                          | 4                          | 5                          | 6                          | 7                          | 8                          | 9                          | 10                         | 11                         | 12                         | Năm                        |
| ---------------------------------------- | -------------------------- | -------------------------- | -------------------------- | -------------------------- | -------------------------- | -------------------------- | -------------------------- | -------------------------- | -------------------------- | -------------------------- | -------------------------- | -------------------------- | -------------------------- |
| Trung bình ngày tối đa °C (°F)           | 6.8 (44.2)                 | 9.0 (48.2)                 | 13.3 (55.9)                | 19.2 (66.6)                | 23.5 (74.3)                | 26.3 (79.3)                | 29.0 (84.2)                | 30.3 (86.5)                | 26.6 (79.9)                | 22.1 (71.8)                | 15.3 (59.5)                | 9.5 (49.1)                 | 19.3 (66.7)                |
| Trung bình ngày °C (°F)                  | 1.8 (35.2)                 | 3.7 (38.7)                 | 7.9 (46.2)                 | 13.4 (56.1)                | 17.8 (64.0)                | 21.4 (70.5)                | 24.9 (76.8)                | 25.9 (78.6)                | 21.8 (71.2)                | 16.5 (61.7)                | 10.0 (50.0)                | 4.3 (39.7)                 | 14.1 (57.4)                |
| Tối thiểu trung bình ngày °C (°F)        | −2.4 (27.7)                | −1.0 (30.2)                | 2.9 (37.2)                 | 8.1 (46.6)                 | 12.8 (55.0)                | 17.5 (63.5)                | 21.9 (71.4)                | 22.7 (72.9)                | 18.2 (64.8)                | 11.9 (53.4)                | 5.4 (41.7)                 | −0.3 (31.5)                | 9.8 (49.6)                 |
| Lượng Giáng thủy trung bình mm (inches)  | 32.9 (1.30)                | 60.8 (2.39)                | 99.9 (3.93)                | 161.8 (6.37)               | 189.7 (7.47)               | 268.3 (10.56)              | 359.3 (14.15)              | 312.2 (12.29)              | 213.4 (8.40)               | 63.7 (2.51)                | 54.1 (2.13)                | 23.4 (0.92)                | 1.839,4 (72.42)            |
| Số ngày giáng thủy trung bình (≥ 0.1 mm) | 4.9                        | 5.6                        | 7.5                        | 8.6                        | 9.0                        | 9.9                        | 13.5                       | 11.4                       | 8.7                        | 4.7                        | 5.3                        | 3.9                        | 93                         |
| Độ ẩm tương đối trung bình (%)           | 58.5                       | 58.2                       | 59.4                       | 61.4                       | 66.6                       | 72.8                       | 79.3                       | 77.6                       | 73.6                       | 65.5                       | 63.6                       | 60.1                       | 66.4                       |
| Số giờ nắng trung bình tháng             | 195.4                      | 191.1                      | 213.4                      | 226.1                      | 236.0                      | 193.8                      | 176.8                      | 197.3                      | 182.5                      | 222.5                      | 191.4                      | 196.4                      | 2.420,8                    |
| Nguồn:                                   |                            |                            |                            |                            |                            |                            |                            |                            |                            |                            |                            |                            |                            |

## Hành chính
Namhae-gun được chia thành 1 eup và 9 myeon.
- Namhae-eup
- Changseon-myeon
- Gohyeon-myeon
- Idong-myeon
- Mijo-myeon
- Nam-myeon
- Samdong-myeon
- Sangju-myeon
- Seo-myeon
- Seolcheon-myeon